# Turner Broadcasting System
Turner Broadcasting System (TBS), meist unter dem Kurznamen Turner auftretend, ist ein US-amerikanisches Medienunternehmen, das Kabelsender betreibt und im Filmrechtehandel aktiv ist. TBS ist eines von sieben eigenständigen Unternehmen innerhalb des Warner Bros. Discovery-Konzerns und hat seinen Sitz in Atlanta im US-Bundesstaat Georgia.

## Geschichte
Ted Turner kaufte 1970 den unrentablen UHF-Fernsehsender WJRJ in Atlanta und änderte den Namen des Senders in WTCG, in Anlehnung an den neuen Mutterkonzern des Senders, die Turner Communications Group.
Im Dezember 1976 wurde WTCG der erste Sender in den Vereinigten Staaten, der sein Programm über das Superstation-Konzept verbreitete. Dabei wurde mit dem Aufkommen von C-Band-Satelliten erstmals eine Fernsehstation über C-Band landesweit in die Kabelnetze eingespeist. Dieses Konzept bildete die Grundlage des heutigen modernen Basic Cable Television (Kabelfernsehen) in den Vereinigten Staaten.
Als die Turner Communications Group 1979 ihren Namen in Turner Broadcasting System änderte, wurde erneut der Name des „Kernsenders“ angepasst, diesmal in WTBS. Damit etablierte sich TBS Superstation als Name für den von WTBS ausgehenden Kabelsender. Geschichte schrieb TBS im Jahre 1980 mit dem Start des Kabelsenders Cable News Network (CNN), dem ersten Sender, der rund um die Uhr nur Nachrichten sendete. 2022 wurde CNN vom TBS-Mutterkonzern Warner Bros. Discovery übernommen.
Ted Turner kaufte via TBS im Jahre 1986 Metro-Goldwyn-Mayer (MGM) von Kirk Kerkorian ab. Turner musste allerdings feststellen, dass die Übernahme seine finanziellen Möglichkeiten überstieg und die laufenden Kosten für das Filmstudio kaum zu decken waren, worauf er bereits wenige Wochen später MGM an Kerkorian zurückverkaufte. Allerdings betraf dies nur das Filmstudio, die Namensrechte und die Filmbibliothek von United Artists – Turner behielt die komplette Filmbibliothek von MGM, die auch sämtliche Warner-Bros.-Titel von vor 1948 und die Mehrheit der RKO-Pictures-Titel umfasste.
Für die Verwaltung der neuerworbenen Filmbibliothek wurde am 4. August 1986 das Tochterunternehmen Turner Entertainment International gegründet. Neben Verwaltung und Bewirtschaftung der Titel befasst sich Turner Entertainment auch mit der Restauration selbiger.
TBS Superstation blieb der wichtigste TBS-Kabelsender, für die Auswertung der umfangreichen Filmbibliothek wurden allerdings weitere Kabelsender gegründet, die später sogar diverse internationale Ableger erhielten:
- 1988 – Turner Network Television (TNT)
- 1992 – Cartoon Network (CN)
- 1994 – Turner Classic Movies (TCM)

Bereits die MGM-Filmbibliothek brachte etliche animierte Kino-Kurzfilme (theatrical shorts) von MGM und Warner Bros. Zusätzlich erwarb TBS 1991 das Zeichentrickstudio Hanna-Barbera samt dessen Filmbibliothek, die vor allem für das Fernsehen hergestellte Zeichentrick-Produktionen umfasste. Die Kombination der beiden Erwerbungen lieferte das Material für den Zeichentrick-Kabelsender Cartoon Network.
Turner fusionierte 1993 mit New Line Cinema und 1994 mit Castle Rock Entertainment, im Ausland entstanden daraufhin in Zusammenarbeit mit lokalen Filmverleihern Vertriebsniederlassungen von Castle Rock (Rank-Castle Rock/Turner in Großbritannien, Concorde-Castle Rock/Turner in Deutschland, Filmayer-Castle Rock/Turner in Spanien).
Turner Broadcasting System wurde 1996 mit Time Warner fusioniert und daraufhin umstrukturiert.
Im Jahr 2000 entstanden zwei weitere Kabelsender: Turner South, einer Südstaaten-Version von TBS/TNT und Boomerang ein CN-Ableger.
Nach 2001 wurden Teile der Sportbeteiligungen von TBS durch Time Warner verkauft:
- World Championship Wrestling (WCW)

Wrestling Federation, im März 2001 verkauft an die World Wrestling Entertainment (WWE)
- Atlanta Hawks, Atlanta Thrashers, Philips Arena

Basketball-Mannschaft, Eishockey-Mannschaft und die Betriebsgesellschaft des gemeinsamen Stadions; 2003/2004 verkauft an lokale Investoren aus Atlanta
Im deutschsprachigen Raum unterhält Turner derzeit die Unterhaltungssender Cartoon Network, Boomerang sowie Warner TV Serie (ehem. TNT Serie), Warner TV Film (ehem. TNT Film) und Warner TV Comedy (ehem. TNT Comedy) sowie bis zur Übernahme durch den Mutterkonzern Warner Bros. Discovery im Jahr 2022 den Nachrichtensender CNN International.

## Logos

Ehemaliges Logo
Logo seit November 2015

## Marken
Kabelsender
- TBS Superstation (TBS)
- Cable News Network (CNN)
- Headline News (HLN)
- Turner Network Television und Warner TV Serie
- Cartoon Network (CN)
- Turner Classic Movies (TCM)
- Adult Swim, adultswim und adultswim.de
- Turner South
- Boomerang

Terrestrische Sender
- WTBS Atlanta UHF Kanal 17

Sport
- Atlanta Braves

Ehemalige Marken: Film/Fernsehen
- New Line Cinema (heute Time Warner)
- Castle Rock Entertainment (heute Warner Bros. Entertainment)